# Floris Bosveld
Floris Bosveld (Groningen, 1 januari 1992) is een Nederlands danser.

## Levensloop
Bosveld is geboren en getogen in Groningen. Zijn ouders hadden een dansschool en zodoende is Bosveld op jonge leeftijd in aanraking gekomen met het dansen. Vanaf zijn dertiende is hij intensief gaan dansen. Door in de loop der jaren bij verschillende dansscholen te hebben gedanst heeft Bosveld een eigen dansstijl ontwikkeld.
In 2010 deed hij mee aan de talentenjacht So You Think You Can Dance. Bosveld wist deze show te winnen en won hiermee een geldbedrag ter waarde van € 25.000, een dansopleiding in Amerika naar keuze en een rol in de eerste Nederlandse dansfilm Body Language van Johan Nijenhuis.
Even werd er getwijfeld of Bosveld wel mee zou doen in Body Language aangezien de opnames tijdens zijn eindexamens vielen. Hij wilde graag eerst zijn diploma halen en dan pas verder denken over zijn carrière. Bosveld en producent Nijenhuis zijn samen tot een oplossing gekomen waarbij Bosveld toch mee kon doen en genoeg tijd had om zijn eindexamens voor te bereiden.
Tijdens Serious Request 2010 gaf Bosveld samen met So You Think You Can Dance-hoofdchoreograaf Roy Julen en medefinalist Lise een masterclass voor 3FM. De opbrengst ging ook naar het Rode Kruis.
Bosveld danste ook in de clip Nummer 1 van Rev 'n Ros feat. Tessa van Tol. De opbrengst van de single ging naar de stichting Kinderhulp. In het jaar 2016 verscheen Bosveld als danser bij Sia. Sia gebruikt geen achtergronddansers, waardoor Bosveld op de voorgrond verscheen. Dit deed hij samen met onder andere Maddie Ziegler. Ook verscheen hij in de videoclip van Cheap Thrills. Bosveld tourde ook samen met Sia.
In 2023 won Bosveld het televisieprogramma Avastars samen met zanger Dennis van Aarssen als het virtuele poppetje Jimmy Cool.